# Acacia celastrifolia
Acacia celastrifolia — вид квіткових рослин з родини бобових. Ареал: Австралія (Західна Австралія).

## Екологія
Росте на південному заході та регіонах Вітбелт у Західній Австралії в піщаних або гравійних латеритних або гранітних ґрунтах серед лісів або квонганів або на латеритних пагорбах як частина лісових угруповань евкаліпта (часто Eucalyptus accedens).

## Біоморфологічна характеристика
Це кущ або дерево, що зазвичай досягає висоти від 1 до 3 метрів. Філодії зворотнояйцюватої, зворотноланцетної або еліптичної форми, 2–6 см × 5–25 мм, з помітними центральними та крайовими жилками. Цвіте з квітня по серпень і дає жовті квітки. Суцвіття — китиця з 10–20 квітковими головами завдовжки від 3 до 12 сантиметрів, що містять від двох до трьох яскравих золотистих квіток. Плоди лінійні, здерев'янілі, прямі або неглибоко вигнуті, 12 см × 3–4 мм. Довгасте блискуче коричневе насіння має довжину від 4 до 5 міліметрів.